# Earl of Deloraine

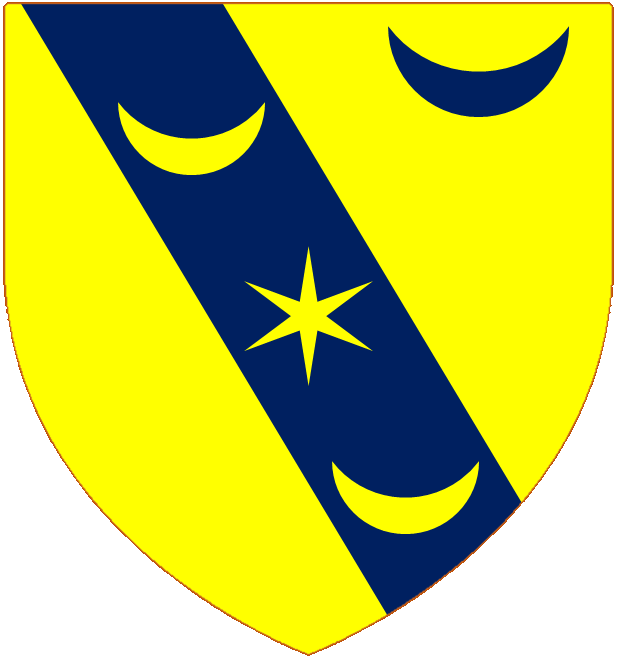
Wappen der Earls of Deloraine

Earl of Deloraine war ein erblicher britischer Adelstitel in der Peerage of Scotland.

## Verleihung und Geschichte des Titels
Der Titel wurde am 29. März 1706 für Lord Henry Scott geschaffen. Er war der dritte Sohn des James Scott, 1. Duke of Monmouth und der Anne Scott, 1. Duchess of Buccleuch. Zusammen mit der Earlswürde wurden ihm die nachgeordneten Titel Viscount of Hermitage und Lord Goldielands verliehen.
Die Titel erloschen beim kinderlosen Tod seines Enkels, des 4. Earls, am 10. September 1807.

## Liste der Earls of Deloraine (1706)
- Henry Scott, 1. Earl of Deloraine (1676–1730)
- Francis Scott, 2. Earl of Deloraine (1710–1739)
- Henry Scott, 3. Earl of Deloraine (1712–1740)
- Henry Scott, 4. Earl of Deloraine (1737–1807)